# Frinco
Frinco, (Frinch en piemontès) és un municipi situat al territori de la província d'Asti, a la regió del Piemont (Itàlia).
Limita amb els municipis de Castell'Alfero, Corsione, Tonco i Villa San Secondo.
Pertanyen al municipi les frazioni de Bricco Morra, Bricco Rampone, Molinasso i San Defendente.